# Wonodadi (Buayan)
Wonodadi is een bestuurslaag in het regentschap Kebumen van de provincie Midden-Java, Indonesië. Wonodadi telt 1694 inwoners (volkstelling 2010).